# Loi bêta-binomiale négative
En théorie des probabilités et en statistique, la loi bêta-binomiale négative est la loi de probabilité discrète d'une variable aléatoire X égale au nombre d'échecs nécessaires pour obtenir n succès dans une suite d'épreuves de Bernoulli où la probabilité p du succès est une variable aléatoire de loi bêta. La loi est alors une loi mélangée.
Cette loi a également été appelée la loi inverse Markov-Pólya et la loi de Waring généralisée. Une version avec dérive de cette loi a été appelée la loi bêta-Pascal.
Si les paramètres de la loi bêta sont {\displaystyle \alpha } et {\displaystyle \beta }, et si
{\displaystyle X\mid p\sim \mathrm {NB} (n,p),}
où
{\displaystyle p\sim {\textrm {B}}(\alpha ,\beta ),}
alors la loi marginale de X est la loi bêta-binomiale négative :
{\displaystyle X\sim \mathrm {BNB} (n,\alpha ,\beta ).}
Dans les notations ci-dessus, {\displaystyle \mathrm {NB} (n,p)} est la loi bêta-binomiale et {\displaystyle {\textrm {B}}(\alpha ,\beta )} est la loi bêta.